# Joan Collins
Joan Collins (London, 23. svibnja 1933.), kultna i slavna britanska glumica i spisateljica, seks-simbol 1980-ih.
Rodila se u Londonu, od oca, židovskog lovca na talente porijeklom iz Južne Afrike i majke Engleskinje. Brat Bill radi na razvoju nekretnina, a sestra Jackie Collins, koja je mlađa od nje 4 godine je proslavljena spisateljica ljubavnih romana, dosad ih objavivši 24, a 25. se očekivao do kraja 2007. godine. Joan je rano otišla u Hollywood želeći se proslaviti kao glumica, ali je isprva bila poznatija po vezama sa slavnim glumcima nego umijeću na filmskom platnu. 
Pohađala je Kraljevsku akademiju za dramske umjetnosti, a na filmu je debitirala s 18 godina. Njen pravi procvat dolazi kada joj sada pokojni producent Aaron Spelling nudi ulogu Alexis Carrington u tv-sapunici Dinastija (1981. – 1989.). Po tome je i gledatelji najviše pamte. Gostovala je i u nizu raznih humorističnih serija. Jednom je izjavila da nikada nije spavala s muškarcem starijim od 42 godine. Iako je prešla sedamdesetu godinu, još uvijek zrači seksipilom . 
Igrala je glavnu ulogu u ekranizaciji romana "Pastuh" i "Kučka", koje je napisala sestra Jackie Collins. Ti su romani proglašeni mekom pornografijom. U oba se Joan pojavila naga, filmovi su bili uspjeh, prvi nakon serije James Bond.
Za svoj doprinos filmu, nagrađena je Redom Britanskog Carstva.

## Vanjske poveznice
- Službena stranica   Arhivirana inačica izvorne stranice od 25. rujna 2015. (Wayback Machine)
- Joan Collins u internetskoj bazi filmova IMDb-u (engl.)